# I liga argentyńska w piłce nożnej (2004/2005)
Mistrzem Argentyny turnieju Apertura w sezonie 2004/05 został Newell’s Old Boys, natomiast wicemistrzem Argentyny turnieju Apertura został CA Vélez Sarsfield.
Mistrzostwo Argentyny turnieju Clausura w sezonie 2004/05 zdobył CA Vélez Sarsfield, natomiast wicemistrzostwo Argentyny turnieju Clausura zdobył CA Banfield.
O tym, które zespoły zagrają w międzynarodowych pucharach zadecydowała sumaryczna tabela łącząca wyniki turniejów Apertura i Clausura. Do Copa Libertadores w roku 2006 zakwalifikowały się następujące kluby:
- CA Vélez Sarsfield
- Estudiantes La Plata
- Rosario Central
- Newell’s Old Boys
- River Plate

Do Copa Sudamericana w roku 2005 zakwalifikowało się siedem klubów:
- CA Vélez Sarsfield
- Estudiantes La Plata
- Rosario Central
- Newell’s Old Boys
- River Plate
- CA Banfield
- Także Boca Juniors jako obrońca tytułu, zdobytego w Copa Sudamericana 2004.

Tabela spadkowa zadecydowała o tym, które kluby spadną do drugiej ligi (Primera B Nacional Argentina), a które będą miały szanse obronić swój byt pierwszoligowy w barażach. Bezpośrednio spadły kluby, które w tabeli spadkowej zajęły dwa ostatnie miejsca – Almagro Buenos Aires i Huracán Tres Arroyos. Na ich miejsce awansowały dwie najlepsze drużyny z drugiej ligi – Tiro Federal Rosario i Gimnasia y Esgrima Jujuy. Mecze barażowe musiały stoczyć Argentinos Juniors i Instituto Córdoba. Oba zespoły wygrały baraże i obroniły się przed spadkiem.

## Torneo Apertura 2004/05

### Apertura 1
| Data             | Mecz |
| ---------------- | --- |
| 13 sierpnia 2004 | Racing Club – Argentinos Juniors 1:0 Martín Cardetti 50                                                                |
| 14 sierpnia 2004 | Arsenal Sarandí – Rosario Central 3:1 Leandro Testa 1, Germán Denis 22, Rodolfo Quinteros 61 – Javier Cámpora 71       |
| 14 sierpnia 2004 | Quilmes – Independiente 1:0 Raúl Saavedra 40                                                                           |
| 14 sierpnia 2004 | San Lorenzo de Almagro – Olimpo Bahía Blanca 1:1 Juan Olivera 4 – Luis Valenilla 87                                    |
| 15 sierpnia 2004 | Almagro – Gimnasia y Esgrima La Plata 0:0                                                                              |
| 15 sierpnia 2004 | Estudiantes La Plata – Huracán Tres Arroyos 1:1 Hugo Pavone 27 – Cristian Galván 80                                    |
| 15 sierpnia 2004 | Instituto Córdoba – Banfield 1:1 Santiago Raymonda 76 – Daniel Bilos 52                                                |
| 15 sierpnia 2004 | Lanús – Boca Juniors 0:0                                                                                               |
| 15 sierpnia 2004 | Newell’s Old Boys – Vélez Sarsfield 0:1 Rolando Zárate 45                                                              |
| 15 sierpnia 2004 | River Plate – CA Colón 3:2 Nelson Cuevas 10, Maxi López 47, Gabriel Pereyra 55 – Darío Gandín 7, Giovanni Hernández 65 |

### Apertura 2
| Data             | Mecz |
| ---------------- | --- |
| 20 sierpnia 2004 | Independiente – Almagro 3:0 Sebastián Carrizo 5, Federico Insúa 9, Jairo Castillo 82                     |
| 21 sierpnia 2004 | Gimnasia y Esgrima La Plata – Lanús 1:1 Gustavo Bartelt 58 – Daniel Tilger 1                             |
| 21 sierpnia 2004 | Huracán Tres Arroyos – Arsenal Sarandí 1:1 Silvio Molina 71 – Gastón Esmerado 90                         |
| 21 sierpnia 2004 | Olimpo Bahía Blanca – Racing Club 1:3 Marcelo Escudero 35 – Lisandro López 10, 89, Diego Barrado 15      |
| 21 sierpnia 2004 | Vélez Sarsfield – Quilmes 4:0 Lucas Valdemarín 34, Rolando Zárate 69, 76, 90                             |
| 22 sierpnia 2004 | Argentinos Juniors – Instituto Córdoba 1:2 Matías Arce 44 – Santiago Raymonda 24, Enrique Ortiz 88       |
| 22 sierpnia 2004 | Banfield – River Plate 2:2 Esteban Buján 24, Cristian Tavio 70 – Nelson Cuevas 44, Rubens Sambueza 84    |
| 22 sierpnia 2004 | Boca Juniors – San Lorenzo de Almagro 3:0 Ariel Carreño 5, Andrés Guglielminpietro 38, Franco Cángele 83 |
| 22 sierpnia 2004 | CA Colón – Estudiantes La Plata 1:1 Giovanni Hernández 25 – José Ernesto Sosa 15                         |
| 22 sierpnia 2004 | Rosario Central – Newell’s Old Boys 0:1 Julián Maidana 77                                                |

### Apertura 3
| Data             | Mecz |
| ---------------- | --- |
| 24 sierpnia 2004 | Almagro – Vélez Sarsfield 0:0 |
| 24 sierpnia 2004 | Lanús – Independiente 4:2 Daniel Tilger 3, 57, Maximiliano Velázquez 34, Juan Serrizuela 78 – José Oscar Flores 2, Sebastián Carrizo 43 |
| 25 sierpnia 2004 | Arsenal Sarandí – CA Colón 0:0 |
| 25 sierpnia 2004 | Estudiantes La Plata – Banfield 1:0 Rodolfo Aquino 90+                                                                                  |
| 25 sierpnia 2004 | Newell’s Old Boys – Huracán Tres Arroyos 1:0 Guillermo Marino 90                                                                        |
| 25 sierpnia 2004 | Olimpo Bahía Blanca – Boca Juniors 0:2 Diego Cagna 60, 68                                                                               |
| 25 sierpnia 2004 | Quilmes – Rosario Central 0:0 |
| 25 sierpnia 2004 | Racing Club – Instituto Córdoba 2:1 Milovan Mirosevic 38, Lisandro López 66 – Martín Vilallonga 71                                      |
| 25 sierpnia 2004 | River Plate – Argentinos Juniors 1:0 Gastón Fernández 29                                                                                |
| 25 sierpnia 2004 | San Lorenzo de Almagro – Gimnasia y Esgrima La Plata 3:0 Leandro Romagnoli 8, Walter García 45, Adrián Hernán González 84               |

### Apertura 4
| Data             | Mecz                                                                                                 |
| ---------------- | --- |
| 27 sierpnia 2004 | Vélez Sarsfield – Lanús 2:1 Pablo Batalla 25, Rolando Zárate 86 – Claudio Graf 60                    |
| 28 sierpnia 2004 | CA Colón – Newell’s Old Boys 0:0                                                                     |
| 28 sierpnia 2004 | Independiente – San Lorenzo de Almagro 2:2 Jairo Castillo 3, Renato Riggio 41 – Pablo Zabaleta 8, 58 |
| 29 sierpnia 2004 | Argentinos Juniors – Estudiantes La Plata 0:1 Horacio Cardozo 20                                     |
| 29 sierpnia 2004 | Banfield – Arsenal Sarandí 0:0                                                                       |
| 29 sierpnia 2004 | Boca Juniors – Racing Club 2:1 Martín Palermo 5, 60 – Lisandro López 28                              |
| 29 sierpnia 2004 | Gimnasia y Esgrima La Plata – Olimpo Bahía Blanca 1:0 Lucas Lobos 13                                 |
| 29 sierpnia 2004 | Huracán Tres Arroyos – Quilmes 0:1 Miguel Caneo 43                                                   |
| 29 sierpnia 2004 | Instituto Córdoba – River Plate 0:2 Gastón Fernández 10, Eduardo Tuzzio 61                           |
| 29 sierpnia 2004 | Rosario Central – Almagro 0:1 Osvaldo Miranda 88                                                     |

### Apertura 5
| Data             | Mecz |
| ---------------- | --- |
| 10 września 2004 | Olimpo Bahía Blanca – Independiente 0:1 Facundo Imboden 44s                                                                     |
| 11 września 2004 | Arsenal Sarandí – Argentinos Juniors 0:1 Mariano Mignini 79                                                                     |
| 11 września 2004 | Lanús – Rosario Central 1:1 Mauro Óbolo 84 – Eduardo Coudet 33                                                                  |
| 11 września 2004 | San Lorenzo de Almagro – Vélez Sarsfield 1:0 Ezequiel Lavezzi 34                                                                |
| 12 września 2004 | Almagro – Huracán Tres Arroyos 1:1 Diego Manuel Figueroa 82 – Jeremías Caggiano 64                                              |
| 12 września 2004 | Boca Juniors – Gimnasia y Esgrima La Plata 2:1 Diego Cagna 65, Carlos Tévez 78 – Claudio Enría 20k                              |
| 12 września 2004 | Estudiantes La Plata – Instituto Córdoba 3:1 Walter Silvani 44, Marcelo Carrusca 65, José Ernesto Sosa 68 – Enrique Colliard 23 |
| 12 września 2004 | Newell’s Old Boys – Banfield 1:1 Ignacio Scocco 23 – Rodrigo Palacio 17                                                         |
| 12 września 2004 | Quilmes – CA Colón 0:1 Freddy Grisales 51                                                                                       |
| 12 września 2004 | Racing Club – River Plate 1:2 Lisandro López 68 – Luis González 84, José Sand 87                                                |

### Apertura 6
| Data             | Mecz                                                                                                   |
| ---------------- | --- |
| 19 września 2004 | Argentinos Juniors – Newell’s Old Boys 1:2 Leonardo Nicolás 89 – Fernando Belluschi 17, Germán Ré 27   |
| 19 września 2004 | Banfield – Quilmes 1:0 Daniel Bilos 80                                                                 |
| 19 września 2004 | CA Colón – Almagro 0:0                                                                                 |
| 19 września 2004 | Gimnasia y Esgrima La Plata – Racing Club 2:1 Nicolás Frutos 13, Claudio Enría 25k – Lisandro López 65 |
| 19 września 2004 | Huracán Tres Arroyos – Lanús 1:3 Martín Zapata 26 – Mauro Óbolo 56, Claudio Graf 59, Daniel Tilger 88  |
| 19 września 2004 | Independiente – Boca Juniors 2:1 Federico Insúa 46, 66k – Neri Cardozo 26                              |
| 19 września 2004 | Instituto Córdoba – Arsenal Sarandí 0:1 Carlos Casteglione 68                                          |
| 19 września 2004 | River Plate – Estudiantes La Plata 1:1 Gabriel Pereyra 34 – Juan Krupoviesa 85                         |
| 19 września 2004 | Rosario Central – San Lorenzo de Almagro 1:0 Emanuel Villa 90+                                         |
| 19 września 2004 | Vélez Sarsfield – Olimpo Bahía Blanca 1:0 Lucas Valdemarín 90                                          |

### Apertura 7
| Data             | Mecz |
| ---------------- | --- |
| 22 września 2004 | Almagro – Banfield 0:2 Jorge Cervera 11, Daniel Bilos 58 |
| 22 września 2004 | Arsenal Sarandí – River Plate 1:2 Carlos Casteglione 38 – Mariano Brau 55s, Maxi López 87                                                                    |
| 22 września 2004 | Boca Juniors – Vélez Sarsfield 6:0 Andrés Guglielminpietro 8, Rolando Schiavi 37, Neri Cardozo 46, Martín Palermo 58k, Carlos Tévez 60, Fabricio Fuentes 64s |
| 22 września 2004 | Gimnasia y Esgrima La Plata – Independiente 2:1 Nicolás Frutos 13, 59 – Hernán Losada 63                                                                     |
| 22 września 2004 | Lanús – CA Colón 1:0 Mauricio Martín Romero 58 |
| 22 września 2004 | Olimpo Bahía Blanca – Rosario Central 1:0 Mauro Laspada 10                                                                                                   |
| 22 września 2004 | Quilmes – Argentinos Juniors 1:0 Miguel Caneo 57 |
| 22 września 2004 | San Lorenzo de Almagro – Huracán Tres Arroyos 4:1 Pablo Lavallén 6s, Ezequiel Lavezzi 32, Pablo Barrientos 35, 65 – Jeremías Caggiano 88                     |
| 23 września 2004 | Newell’s Old Boys – Instituto Córdoba 3:0 Iván Borghelio 12, Héctor Steinert 75, Fernando Belluschi 79                                                       |
| 23 września 2004 | Racing Club – Estudiantes La Plata 0:1 Hugo Pavone 67 |

### Apertura 8
| Data             | Mecz |
| ---------------- | --- |
| 25 września 2004 | Argentinos Juniors – Almagro 0:0                                                                             |
| 25 września 2004 | Banfield – Lanús 1:1 Rodrigo Palacio 45 – Juan Serrizuela 74                                                 |
| 25 września 2004 | CA Colón – San Lorenzo de Almagro 3:0 Darío Gandín 27, Freddy Grisales 32, Gerardo Bedoya 83                 |
| 26 września 2004 | Estudiantes La Plata – Arsenal Sarandí 0:0                                                                   |
| 26 września 2004 | Huracán Tres Arroyos – Olimpo Bahía Blanca 2:1 Jorge Izquierdo 8, 21 – Carlos Maximiliano Estévez 75         |
| 26 września 2004 | Independiente – Racing Club 1:0 Jairo Castillo 55                                                            |
| 26 września 2004 | Instituto Córdoba – Quilmes 0:2 Ariel Maxi López 45, Miguel Caneo 87                                         |
| 26 września 2004 | River Plate – Newell’s Old Boys 2:2 Marcelo Gallardo 48, Nelson Cuevas 63 – Rubén Capria 5, Marcelo Penta 58 |
| 26 września 2004 | Rosario Central – Boca Juniors 1:0 Emiliano Papa 11                                                          |
| 26 września 2004 | Vélez Sarsfield – Gimnasia y Esgrima La Plata 1:0 Lucas Castromán 69                                         |

### Apertura 9
| Data                | Mecz |
| ------------------- | --- |
| 1 października 2004 | Newell’s Old Boys – Estudiantes La Plata 1:0 Ariel Ortega 55k                                                                                        |
| 2 października 2004 | San Lorenzo de Almagro – Banfield 3:1 Ezequiel Lavezzi 26, Germán Herrera 49, Aldo Paredes 55 – Emiliano Armenteros 71                               |
| 2 października 2004 | Independiente – Vélez Sarsfield 0:2 Patricio Abraham 39s, Rolando Zárate 82                                                                          |
| 3 października 2004 | Almagro – Instituto Córdoba 3:1 Maximiliano Castano 47, Osvaldo Miranda 75, 86 – Martín Vilallonga 78                                                |
| 3 października 2004 | Gimnasia y Esgrima La Plata – Rosario Central 1:1 Nicolás Frutos 78 – Emanuel Villa 52                                                               |
| 3 października 2004 | Olimpo Bahía Blanca – CA Colón 2:4 Marcelo Escudero 26, Juan Raponi 78 – Darío Gandín 8, Iván Moreno y Fabianesi 51, Ariel Garcé 80, Raúl Estévez 82 |
| 3 października 2004 | Boca Juniors – Huracán Tres Arroyos 2:1 Martín Palermo 63, 72 – Gabriel González 4                                                                   |
| 3 października 2004 | Arsenal Sarandí – Racing Club 0:0 |
| 3 października 2004 | Lanús – Argentinos Juniors 0:0 |
| 3 października 2004 | Quilmes – River Plate 2:2 Ariel Maxi López 69, 83 – Marcelo Salas 60, Fernando Crosa 76                                                              |

### Apertura 10
| Data                 | Mecz |
| -------------------- | --- |
| 15 października 2004 | Arsenal Sarandí – Newell’s Old Boys 0:0                                                                            |
| 15 października 2004 | Huracán Tres Arroyos – Gimnasia y Esgrima La Plata 1:2 Jorge Izquierdo 76 – Nicolás Frutos 25, Sebastián Romero 52 |
| 15 października 2004 | Rosario Central – Independiente 0:0                                                                                |
| 16 października 2004 | Banfield – Olimpo Bahía Blanca 2:0 Jorge Cervera 10, Rodrigo Palacio 33                                            |
| 16 października 2004 | Argentinos Juniors – San Lorenzo de Almagro 1:0 Gustavo Oberman 30                                                 |
| 16 października 2004 | Estudiantes La Plata – Quilmes 1:1 Julián Montoya 18 – Agustín Alayes 69                                           |
| 16 października 2004 | Instituto Córdoba – Lanús 2:2 Daniel Ángel Jiménez 16, Santiago Raymonda 47 – Mauro Óbolo 34, Claudio Graf 38      |
| 16 października 2004 | Racing Club – Vélez Sarsfield 1:2 Diego Barrado 56 – Lucas Valdemarín 15k, Mauro Zárate 61                         |
| 17 października 2004 | River Plate – Almagro 0:2 Maximiliano Castano 51, Osvaldo Miranda 70                                               |
| 17 października 2004 | CA Colón – Boca Juniors 1:0 Ismael Blanco 73                                                                       |

### Apertura 11
| Data                 | Mecz                                                                                                  |
| -------------------- | --- |
| 19 października 2004 | Independiente – Huracán Tres Arroyos 4:0 Jairo Castillo 27, 67, Eduardo Montoya 28, Federico Insúa 73 |
| 19 października 2004 | San Lorenzo de Almagro – Instituto Córdoba 2:0 Pablo Zabaleta 9, Leandro Romagnoli 20k                |
| 19 października 2004 | Vélez Sarsfield – Rosario Central 0:1 Emiliano Papa 88                                                |
| 20 października 2004 | Quilmes – Arsenal Sarandí 2:0 Ariel Maxi López 19, Leandro Desábato 33                                |
| 20 października 2004 | Boca Juniors – Banfield 1:1 Martín Palermo 16 – Diego Ceballos 85                                     |
| 20 października 2004 | Newell’s Old Boys – Racing Club 1:0 Fernando Belluschi 42                                             |
| 20 października 2004 | Lanús – River Plate 1:0 Leandro Gioda 3                                                               |
| 20 października 2004 | Almagro – Estudiantes La Plata 0:1 Marcos Gelabert 58                                                 |
| 20 października 2004 | Gimnasia y Esgrima La Plata – CA Colón 2:0 Andrés Yllana 39, Nicolás Frutos 76                        |
| 20 października 2004 | Olimpo Bahía Blanca – Argentinos Juniors 1:1 Diego Galván 13 – Víctor Píriz Alves 37                  |

### Apertura 12
| Data                 | Mecz |
| -------------------- | --- |
| 22 października 2004 | Huracán Tres Arroyos – Vélez Sarsfield 0:1 Lucas Castromán 42                                                      |
| 23 października 2004 | CA Colón – Independiente 0:0                                                                                       |
| 23 października 2004 | Racing Club – Rosario Central 0:2 Pablo Vitti 28, Marco Rubén 80                                                   |
| 24 października 2004 | Arsenal Sarandí – Almagro 2:2 José Luis Calderón 4, 37k – Lucas Sparapani 11, Osvaldo Miranda 46                   |
| 24 października 2004 | Banfield – Gimnasia y Esgrima La Plata 4:0 Diego Ceballos 45, Rodrigo Palacio 77, 88, Gabriel Amato 91             |
| 24 października 2004 | Estudiantes La Plata – Lanús 5:0 Marcos Gelabert 3, Marcelo Carrusca 12, 42, Hugo Pavone 40, Rafael Maceratesi 55k |
| 24 października 2004 | Instituto Córdoba – Olimpo Bahía Blanca 1:1 Daniel Ángel Jiménez 69 – Diego Galván 49                              |
| 24 października 2004 | Newell’s Old Boys – Quilmes 2:0 Guillermo Marino 30, Ariel Ortega 34k                                              |
| 24 października 2004 | River Plate – San Lorenzo de Almagro 1:2 José Fabián Ramírez 2s – Pablo Zabaleta 8, Ezequiel Lavezzi 69            |
| 24 października 2004 | Argentinos Juniors – Boca Juniors 1:0 Facundo Pérez Castro 45                                                      |

### Apertura 13
| Data                 | Mecz |
| -------------------- | --- |
| 29 października 2004 | Quilmes – Racing Club 0:0 |
| 30 października 2004 | Vélez Sarsfield – CA Colón 2:3 Lucas Valdemarín 15k, Fabián Cubero 82 – Giovanni Hernández 10k, Gerardo Bedoya 25, Raúl Estévez 44 |
| 30 października 2004 | Rosario Central – Huracán Tres Arroyos 2:2 Emanuel Villa 4, Germán Rivarola 30 – Gabriel González 20, Jeremías Caggiano 80         |
| 30 października 2004 | Independiente – Banfield 1:3 Hernán Losada 55 – Rodrigo Palacio 23, 71, Gabriel Amato 68                                           |
| 31 października 2004 | Almagro – Newell’s Old Boys 1:0 Osvaldo Miranda 63                                                                                 |
| 31 października 2004 | Lanús – Arsenal Sarandí 3:1 Claudio Graf 20, 35, Gabriel Iribarren 63 – Germán Denis 87                                            |
| 31 października 2004 | San Lorenzo de Almagro – Estudiantes La Plata 0:0                                                                                  |
| 31 października 2004 | Boca Juniors – Instituto Córdoba 0:0                                                                                               |
| 31 października 2004 | Gimnasia y Esgrima La Plata – Argentinos Juniors 2:1 Sebastián Romero 41, Nicolás Frutos 80 – Víctor Píriz Alves 77                |
| 31 października 2004 | Olimpo Bahía Blanca – River Plate 2:3 Diego Galván 32k, Hernán Franco 84 – Luis González 5, Maxi López 15, Lucas Mareque 50        |

### Apertura 14
| Data             | Mecz |
| ---------------- | --- |
| 5 listopada 2004 | Argentinos Juniors – Independiente 3:0 Leandro Fleitas 17, 63, Ariel Gerardo Seltzer 84                                                     |
| 6 listopada 2004 | Banfield – Vélez Sarsfield 0:0 |
| 6 listopada 2004 | CA Colón – Rosario Central 1:2 Ismael Blanco 61 – Pablo Vitti 30, 39                                                                        |
| 6 listopada 2004 | Racing Club – Huracán Tres Arroyos 1:0 Milovan Mirosevic 78                                                                                 |
| 7 listopada 2004 | Arsenal Sarandí – San Lorenzo de Almagro 1:1 Santiago Hirsig 13 – Ezequiel Lavezzi 36                                                       |
| 7 listopada 2004 | Estudiantes La Plata – Olimpo Bahía Blanca 3:2 Marcelo Carrusca 24, José Ernesto Sosa 46, Hugo Pavone 90 – Ariel Franco 31, Diego Galván 39 |
| 7 listopada 2004 | Instituto Córdoba – Gimnasia y Esgrima La Plata 2:2 Javier Lux 36, Deivis Barone 41 – Lucas Licht 31, Lucas Lobos 35                        |
| 7 listopada 2004 | Newell’s Old Boys – Lanús 0:0 |
| 7 listopada 2004 | Quilmes – Almagro 1:0 Pablo Bastianini 66                                                                                                   |
| 7 listopada 2004 | River Plate – Boca Juniors 2:0 Gastón Fernández 56, Nelson Cuevas 89                                                                        |

### Apertura 15
| Data              | Mecz |
| ----------------- | --- |
| 12 listopada 2004 | Independiente – Instituto Córdoba 1:1 José Oscar Flores 58 – Daniel Ángel Jiménez 44                                                        |
| 12 listopada 2004 | San Lorenzo de Almagro – Newell’s Old Boys 1:2 Pablo Barrientos 53 – Ignacio Scocco 14, Iván Borghelio 79                                   |
| 13 listopada 2004 | Almagro – Racing Club 0:2 Lisandro López 73, 87                                                                                             |
| 13 listopada 2004 | Huracán Tres Arroyos – CA Colón 2:3 Jeremías Caggiano 5, Iván Dragojevich 72 – Esteban Fuertes 10, Giovanni Hernández 65k, Ismael Blanco 78 |
| 13 listopada 2004 | Lanús – Quilmes 1:0 Diego Valeri 82 |
| 13 listopada 2004 | Olimpo Bahía Blanca – Arsenal Sarandí 1:0 Alejandro Delorte 76                                                                              |
| 13 listopada 2004 | Vélez Sarsfield – Argentinos Juniors 1:1 Rolando Zárate 63 – Víctor Píriz Alves 39                                                          |
| 13 listopada 2004 | Boca Juniors – Estudiantes La Plata 0:0 |
| 13 listopada 2004 | Rosario Central – Banfield 3:1 Damián Ledesma 7, Emanuel Villa 82, 90 – Diego Ceballos 25                                                   |
| 13 listopada 2004 | Gimnasia y Esgrima La Plata – River Plate 0:0                                                                                               |

### Apertura 16
| Data              | Mecz |
| ----------------- | --- |
| 19 listopada 2004 | Instituto Córdoba – Vélez Sarsfield 1:0 Daniel Ángel Jiménez 78                                                    |
| 20 listopada 2004 | Quilmes – San Lorenzo de Almagro 1:1 Miguel Caneo 35 – Jonathan Santana 90                                         |
| 20 listopada 2004 | Racing Club – CA Colón 2:1 Lisandro López 1, 38k – Iván Moreno y Fabianesi 30                                      |
| 21 listopada 2004 | Almagro – Lanús 2:2 Lucas Sparapani 13, Joel Barbosa 71 – Claudio Graf 57, Daniel Tilger 59                        |
| 21 listopada 2004 | Argentinos Juniors – Rosario Central 0:2 Emanuel Villa 64, 86                                                      |
| 21 listopada 2004 | Banfield – Huracán Tres Arroyos 3:1 Andrés San Martín 23, Gabriel Amato 38, Cristian Tavio 49 – Jorge Izquierdo 29 |
| 21 listopada 2004 | Estudiantes La Plata – Gimnasia y Esgrima La Plata 0:0                                                             |
| 21 listopada 2004 | Newell’s Old Boys – Olimpo Bahía Blanca 1:1 Ariel Ortega 45 – Javier Páez 61                                       |
| 21 listopada 2004 | River Plate – Independiente 3:0 Gastón Fernández 45, Maxi López 50, 63                                             |
| 21 listopada 2004 | Arsenal Sarandí – Boca Juniors 1:0 Patricio Hernán González 41                                                     |

### Apertura 17
| Data              | Mecz |
| ----------------- | --- |
| 26 listopada 2004 | Independiente – Estudiantes La Plata 2:2 Sergio Agüero 23, Sebastián Carrizo 47 – José Ernesto Sosa 2, Marcelo Carrusca 7                                             |
| 27 listopada 2004 | CA Colón – Banfield 1:1 Gerardo Bedoya 63 – Gabriel Amato 47 |
| 27 listopada 2004 | Lanús – Racing Club 2:3 Luciano de Bruno 77, Claudio Graf 78 – Lisandro López 43k, Javier Almirón 47s, Marcelo Guerrero 76                                            |
| 27 listopada 2004 | Rosario Central – Instituto Córdoba 0:0 |
| 27 listopada 2004 | San Lorenzo de Almagro – Almagro 1:1 Hernán Peirone 24 – Lucas Sparapani 18                                                                                           |
| 28 listopada 2004 | Vélez Sarsfield – River Plate 1:0 Rolando Zárate 31 |
| 28 listopada 2004 | Boca Juniors – Newell’s Old Boys 1:3 Mauro Boselli 76 – Iván Borghelio 30, 35, Julián Maidana 52                                                                      |
| 28 listopada 2004 | Gimnasia y Esgrima La Plata – Arsenal Sarandí 0:3 José Luis Calderón 1, Germán Denis 12, Matías Escobar 67s                                                           |
| 28 listopada 2004 | Huracán Tres Arroyos – Argentinos Juniors 3:1 Jeremías Caggiano 53, 90+, Martín Zapata 54 – Lucas Biglia 60                                                           |
| 28 listopada 2004 | Olimpo Bahía Blanca – Quilmes 4:2 Luis Asprilla 41, Mauro Laspada 52, Carlos Maximiliano Estévez 58, Alejandro Delorte 93 – Raúl Alberto González 7, Rodrigo Braña 68 |

### Apertura 18
| Data           | Mecz |
| -------------- | --- |
| 3 grudnia 2004 | Racing Club – Banfield 4:0 Lisandro López 16, Sebastián Romero 39, Diego Barrado 57, Martin Cardetti 89          |
| 4 grudnia 2004 | Arsenal Sarandí – Independiente 2:1 Germán Denis 17, Patricio Hernán González 25 – Sergio Agüero 46              |
| 4 grudnia 2004 | Argentinos Juniors – CA Colón 3:1 Leonardo Pisculichi 32, Mariano Mignini 52, Franco Niell 89 – Darío Gandín 44  |
| 4 grudnia 2004 | Lanús – San Lorenzo de Almagro 2:3 Mauro Óbolo 1, Claudio Graf 77 – Leandro Romagnoli 13k, Hernán Peirone 35, 64 |
| 5 grudnia 2004 | Almagro – Olimpo Bahía Blanca 1:1 Osvaldo Miranda 27k – Diego Galván 44                                          |
| 5 grudnia 2004 | Estudiantes La Plata – Vélez Sarsfield 0:2 Fabián Cubero 12, Marcelo Bravo 38                                    |
| 5 grudnia 2004 | Newell’s Old Boys – Gimnasia y Esgrima La Plata 2:0 Fernando Belluschi 31, Guillermo Marino 33                   |
| 5 grudnia 2004 | River Plate – Rosario Central 2:0 Víctor Zapata 33, Nelson Cuevas 52                                             |
| 5 grudnia 2004 | Instituto Córdoba – Huracán Tres Arroyos 2:2 Juan Cobo 58, Martín Vilallonga 65 – Jeremías Caggiano 15, 52       |
| 5 grudnia 2004 | Quilmes – Boca Juniors 0:1 Franco Cángele 82                                                                     |

### Apertura 19
| Data            | Mecz |
| --------------- | --- |
| 10 grudnia 2004 | Banfield – Argentinos Juniors 0:2 Leonardo Pisculichi 13, 19k                                                 |
| 10 grudnia 2004 | CA Colón – Instituto Córdoba 2:1 Giovanni Hernández 52, Iván Moreno y Fabianesi 71 – Martín Vilallonga 20     |
| 11 grudnia 2004 | Rosario Central – Estudiantes La Plata 2:1 Ronald Raldes 47, Damián Albil 87s – Rodolfo Aquino 4              |
| 11 grudnia 2004 | Gimnasia y Esgrima La Plata – Quilmes 0:0                                                                     |
| 12 grudnia 2004 | San Lorenzo de Almagro – Racing Club 4:1 Hernán Peirone 21, 55, 60, Ezequiel Lavezzi 28 – Sebastián Romero 22 |
| 12 grudnia 2004 | Boca Juniors – Almagro 1:1 Mauro Boselli 79 – Osvaldo Miranda 13                                              |
| 12 grudnia 2004 | Olimpo Bahía Blanca – Lanús 2:0 Diego Galván 15, Carlos Estevez 79                                            |
| 12 grudnia 2004 | Independiente – Newell’s Old Boys 2:0 Jairo Castillo 11, Federico Insúa 77                                    |
| 12 grudnia 2004 | Vélez Sarsfield – Arsenal Sarandí 1:1 Fabricio Fuentes 18 – Santiago Hirsig 10                                |
| 12 grudnia 2004 | Huracán Tres Arroyos – River Plate 0:0                                                                        |

### Tabela końcowa Apertura 2004/05
| Poz | Klub                         | Mecze | Zw | Rem | Por | Pkt | BrZd | BrStr |
| --- | ---------------------------- | ----- | -- | --- | --- | --- | ---- | ----- |
| 1   | Newell’s Old Boys            | 19    | 10 | 6   | 3   | 36  | 22   | 11    |
| 2   | CA Vélez Sarsfield           | 19    | 10 | 4   | 5   | 34  | 21   | 16    |
| 3   | River Plate                  | 19    | 9  | 6   | 4   | 33  | 28   | 19    |
| 4   | Estudiantes La Plata         | 19    | 7  | 9   | 3   | 30  | 22   | 14    |
| 5   | San Lorenzo de Almagro       | 19    | 8  | 6   | 5   | 30  | 29   | 22    |
| 6   | Rosario Central              | 19    | 8  | 6   | 5   | 30  | 19   | 15    |
| 7   | CA Colón                     | 19    | 7  | 6   | 6   | 27  | 24   | 22    |
| 8   | Boca Juniors                 | 19    | 7  | 5   | 7   | 26  | 22   | 16    |
| 9   | CA Banfield                  | 19    | 6  | 8   | 5   | 26  | 24   | 22    |
| 10  | Racing Club de Avellaneda    | 19    | 8  | 2   | 9   | 26  | 23   | 22    |
| 11  | Club Atlético Lanús          | 19    | 6  | 8   | 5   | 26  | 25   | 26    |
| 12  | Gimnasia y Esgrima La Plata  | 19    | 6  | 7   | 6   | 25  | 16   | 23    |
| 13  | Arsenal Sarandí Buenos Aires | 19    | 5  | 9   | 5   | 24  | 17   | 16    |
| 14  | CA Argentino de Quilmes      | 19    | 6  | 6   | 7   | 24  | 14   | 18    |
| 15  | Independiente                | 19    | 6  | 5   | 8   | 23  | 23   | 26    |
| 16  | Argentinos Juniors           | 19    | 6  | 4   | 9   | 22  | 17   | 18    |
| 17  | Almagro Buenos Aires         | 19    | 4  | 10  | 5   | 22  | 15   | 18    |
| 18  | Olimpo Bahía Blanca          | 19    | 4  | 5   | 10  | 17  | 21   | 29    |
| 19  | Instituto Córdoba            | 19    | 2  | 8   | 9   | 14  | 16   | 30    |
| 20  | Huracán Tres Arroyos         | 19    | 2  | 6   | 11  | 12  | 19   | 34    |

### Klasyfikacja strzelców bramek
| Gole | Piłkarz           | Klub                      |
| ---- | ----------------- | ------------------------- |
| 12   | Lisandro López    | Racing Club de Avellaneda |
| 8    | Jeremías Caggiano | Huracán Tres Arroyos      |
| 8    | Claudio Graf      | Club Atlético Lanús       |
| 8    | Osvaldo Miranda   | Almagro Buenos Aires      |
| 8    | Rolando Zárate    | CA Vélez Sarsfield        |

### Tablica spadkowa na koniec turnieju Apertura 2004/05
Tabela ma jedynie charakter orientacyjny. Dopiero stan tej tabeli na koniec turnieju Clausura zadecyduje, które z zespołów spadną do drugiej ligi, a które zagrają o utrzymanie się w lidze w barażach. Można z tej tabeli odczytać, które z drużyn przed turniejem Clausura były szczególnie zagrożone spadkiem.
| Poz | Klub                         | 2002/03 pkt/m | 2003/04 pkt/m | 2004/05 pkt/m | Razem pkt/mecze | Średnia |
| --- | ---------------------------- | ------------- | ------------- | ------------- | --------------- | ------- |
| 1   | Boca Juniors                 | 79/38         | 75/38         | 26/19         | 180/95          | 1.8947  |
| 2   | River Plate                  | 79/38         | 66/38         | 33/19         | 178/95          | 1.8737  |
| 3   | CA Vélez Sarsfield           | 66/38         | 53/38         | 34/19         | 153/95          | 1.6105  |
| 4   | San Lorenzo de Almagro       | 56/38         | 62/38         | 30/19         | 148/95          | 1.5579  |
| 5   | CA Argentino de Quilmes      | 0/0           | 60/38         | 24/19         | 84/57           | 1.4737  |
| 6   | CA Banfield                  | 48/38         | 64/38         | 26/19         | 138/95          | 1.4526  |
| 7   | Newell’s Old Boys            | 49/38         | 51/38         | 36/19         | 136/95          | 1.4316  |
| 8   | Rosario Central              | 62/38         | 44/38         | 30/19         | 136/95          | 1.4316  |
| 9   | CA Colón                     | 57/38         | 49/38         | 27/19         | 133/95          | 1.4000  |
| 10  | Racing Club de Avellaneda    | 53/38         | 50/38         | 26/19         | 129/95          | 1.3579  |
| 11  | Arsenal Sarandí Buenos Aires | 49/38         | 55/38         | 24/19         | 128/95          | 1.3474  |
| 12  | Independiente                | 61/38         | 44/38         | 23/19         | 128/95          | 1.3474  |
| 13  | Club Atlético Lanús          | 51/38         | 42/38         | 26/19         | 119/95          | 1.2526  |
| 14  | Estudiantes La Plata         | 43/38         | 44/38         | 30/19         | 117/95          | 1.2316  |
| 15  | Almagro Buenos Aires         | 0/0           | 0/0           | 22/19         | 22/19           | 1.1579  |
| 16  | Argentinos Juniors           | 0/0           | 0/0           | 22/19         | 22/19           | 1.1579  |
| 17  | Gimnasia y Esgrima La Plata  | 46/38         | 38/38         | 25/19         | 109/95          | 1.1474  |
| 18  | Olimpo Bahía Blanca          | 51/38         | 39/38         | 17/19         | 107/95          | 1.1263  |
| 19  | Instituto Córdoba            | 0/0           | 0/0           | 14/19         | 14/19           | 0.7368  |
| 19  | Huracán Tres Arroyos         | 0/0           | 0/0           | 12/19         | 12/19           | 0.6316  |

## Torneo Clausura 2004/05

### Clausura 1
| Data           | Mecz |
| -------------- | --- |
| 11 lutego 2005 | Olimpo Bahía Blanca – San Lorenzo de Almagro 3:0 Diego Galván 32, 64, Alejandro Delorte 50                                             |
| 11 lutego 2005 | Banfield – Instituto Córdoba mecz przerwany w 78 minucie z powodu awarii światła przy stanie 0:0 pozostałe 12 minut rozegrano 22 marca |
| 11 lutego 2005 | Argentinos Juniors – Racing Club 1:0 Gustavo Morinigo 76                                                                               |
| 12 lutego 2005 | Vélez Sarsfield – Newell’s Old Boys 0:0                                                                                                |
| 12 lutego 2005 | Gimnasia y Esgrima La Plata – Almagro 2:1 Claudio Enría 6, Gonzalo Vargas 65 – Osvaldo Miranda 45                                      |
| 13 lutego 2005 | CA Colón – River Plate 2:3 Daniel Díaz 45, Juan Cominges 48 – Ernesto Farías 17, Luis González 44, Federico Domínguez 59               |
| 13 lutego 2005 | Huracán Tres Arroyos – Estudiantes La Plata 0:1 Fernando Ortiz 24                                                                      |
| 13 lutego 2005 | Rosario Central – Arsenal Sarandí 2:1 Germán Rivarola 45, Andrés Díaz 81 – Carlos Casteglione 87                                       |
| 13 lutego 2005 | Independiente – Quilmes 0:0 |
| 13 lutego 2005 | Boca Juniors – Lanús 2:2 Diego Cagna 37, Guillermo Barros Schelotto 42k – Claudio Graf 73, Cristian Fabbiani 83                        |
| 22 marca 2005  | Banfield – Instituto Córdoba 1:0 Martín Ezequiel Andrizzi 86 dokończenie ostatnich 12 minut meczu z 11 lutego                          |

### Clausura 2
| Data           | Mecz |
| -------------- | --- |
| 18 lutego 2005 | Racing Club – Olimpo Bahía Blanca 2:0 Martin Cardetti 25, Sebastián Romero 35                                                       |
| 18 lutego 2005 | Quilmes – Vélez Sarsfield 2:0 Leandro Benítez 5, Iván Velazquez 64k                                                                 |
| 19 lutego 2005 | Lanús – Gimnasia y Esgrima La Plata 3:0 Cristian Fabbiani 54, Rodrigo Ezequiel Díaz 56, Santiago Biglieri 65                        |
| 19 lutego 2005 | Almagro – Independiente 2:2 Cristian Ríos 46, César Alberto González 73 – José Oscar Flores 16, Silvio Duarte 68s                   |
| 20 lutego 2005 | Arsenal Sarandí – Huracán Tres Arroyos 1:1 Darío Espínola 8 – Leonel Gancedo 2                                                      |
| 20 lutego 2005 | Estudiantes La Plata – CA Colón 3:1 Hugo Pavone 51, 76, Rodolfo Aquino 62 – Juan Cáceres 79s                                        |
| 20 lutego 2005 | Instituto Córdoba – Argentinos Juniors 3:2 Josemir Lujambio 11, Daniel Ángel Jiménez 15, 66 – Gustavo Morínigo 32, Carlos Galván 76 |
| 20 lutego 2005 | Newell’s Old Boys – Rosario Central 0:0                                                                                             |
| 20 lutego 2005 | San Lorenzo de Almagro – Boca Juniors 3:0 Hernán Peirone 37, 65, 75                                                                 |
| 20 lutego 2005 | River Plate – Banfield 1:0 Luis González 84                                                                                         |

### Clausura 3
| Data           | Mecz |
| -------------- | --- |
| 25 lutego 2005 | Vélez Sarsfield – Almagro 0:0 |
| 25 lutego 2005 | Independiente – Lanús 0:1 Román Díaz 25 |
| 26 lutego 2005 | Instituto Córdoba – Racing Club 0:1 Lisandro López 74                                                                                        |
| 26 lutego 2005 | CA Colón – Arsenal Sarandí 0:2 Patricio Hernán González 33, Carlos Casteglione 81                                                            |
| 27 lutego 2005 | Rosario Central – Quilmes 1:0 Hernán Encina 13                                                                                               |
| 27 lutego 2005 | Banfield – Estudiantes La Plata 0:0 |
| 27 lutego 2005 | Gimnasia y Esgrima La Plata – San Lorenzo de Almagro 3:1 Gonzalo Vargas 32, Claudio Enría 55, 67 – Ariel Pereyra 42                          |
| 27 lutego 2005 | Huracán Tres Arroyos – Newell’s Old Boys 0:2 Ariel Zapata 5, Juan Esnáider 78                                                                |
| 27 lutego 2005 | Boca Juniors – Olimpo Bahía Blanca 3:1 Martín Palermo 36, 52, Neri Cardozo 80 – Diego Galván 38                                              |
| 27 lutego 2005 | Argentinos Juniors – River Plate 3:3 Leandro Fleitas 8, Gustavo Morínigo 40, Javier Gandolfini 64s – Marcelo Salas 17, 29, Ernesto Farias 57 |

### Clausura 4
| Data         | Mecz |
| ------------ | --- |
| 4 marca 2005 | Lanús – Vélez Sarsfield 1:2 Rodrigo Ezequiel Díaz 48 – Rolando Zárate 60, Juan Manuel Martínez 63                                                         |
| 4 marca 2005 | Newell’s Old Boys – CA Colón 1:1 Fernando Belluschi 16 – Juan Esnáider 77s                                                                                |
| 5 marca 2005 | Arsenal Sarandí – Banfield 2:1 José Luis Calderón 47, Rodrigo Mannara 71 – Javier Sanguinetti 67                                                          |
| 5 marca 2005 | San Lorenzo de Almagro – Independiente 2:4 Jonathan Bottinelli 20, Walter Montillo 79 – Nicolás Frutos 10, 36, Sebastián Carrizo 34, José Oscar Flores 58 |
| 6 marca 2005 | Racing Club – Boca Juniors 1:0 Marcelo Guerrero 28 |
| 6 marca 2005 | Almagro – Rosario Central 1:4 Omar Gallardo 59 – Pablo Vitti 22, 24, 57, Emanuel Villa 36                                                                 |
| 6 marca 2005 | Estudiantes La Plata – Argentinos Juniors 1:3 Mariano Pavone 25 – Silvio Carrario 1, 47, Gustavo Oberman 53                                               |
| 6 marca 2005 | Olimpo Bahía Blanca – Gimnasia y Esgrima La Plata 1:0 Alejandro Delorte 54                                                                                |
| 6 marca 2005 | Quilmes – Huracán Tres Arroyos 3:0 Raúl Saavedra 10, Iván Velazquez 39, 61                                                                                |
| 6 marca 2005 | River Plate – Instituto Córdoba 3:1 Ernesto Farias 21, 33, Gastón Fernández 82 – Daniel Ángel Jiménez 9                                                   |

### Clausura 5
| Data          | Mecz |
| ------------- | --- |
| 11 marca 2005 | Argentinos Juniors – Arsenal Sarandí 1:1 Silvio Carrario 71 – Germán Denis 89                            |
| 12 marca 2005 | Independiente – Olimpo Bahía Blanca 1:1 Sebastián Carrizo 29 – Alvaro Silvera 67                         |
| 12 marca 2005 | Banfield – Newell’s Old Boys 0:1 Fernando Belluschi 17                                                   |
| 12 marca 2005 | Vélez Sarsfield – San Lorenzo de Almagro 2:0 Leandro Gracián 2, Rolando Zárate 36                        |
| 13 marca 2005 | Instituto Córdoba – Estudiantes La Plata 0:3 Mariano Pavone 43, 74, Juan Krupoviesa 90+                  |
| 13 marca 2005 | Rosario Central – Lanús 3:3 Emiliano Papa 1, Marco Rubén 56, Paulo Ferrari 65k – Claudio Graf 21, 53, 72 |
| 13 marca 2005 | Huracán Tres Arroyos – Almagro 1:1 Jeremías Caggiano 74 – Silvio Duarte 90+                              |
| 13 marca 2005 | CA Colón – Quilmes 2:1 Giovanni Hernández 3, Esteban Fuertes 5 – Pablo Bastianini 82                     |
| 13 marca 2005 | River Plate – Racing Club 1:0 Luis González 46                                                           |
| 13 marca 2005 | Gimnasia y Esgrima La Plata – Boca Juniors 0:1 Diego Cagna 37                                            |

### Clausura 6
| Data          | Mecz |
| ------------- | --- |
| 18 marca 2005 | San Lorenzo de Almagro – Rosario Central 1:3 Pablo Michelini 56 – Pablo Vitti 17, 84, Mauro Monges 76       |
| 19 marca 2005 | Newell’s Old Boys – Argentinos Juniors 1:1 Nicolás Spolli 74 – Claudio Marini 63                            |
| 19 marca 2005 | Racing Club – Gimnasia y Esgrima La Plata 2:1 Marcelo Guerrero 36, 57 – Claudio Enría 67                    |
| 20 marca 2005 | Arsenal Sarandí – Instituto Córdoba 2:1 José Luis Calderón 39, Leonel Ríos 48 – Josemir Lujambio 52         |
| 20 marca 2005 | Estudiantes La Plata – River Plate 2:1 Mariano Pavone 48, 66 – Luis Gonzalez 18                             |
| 20 marca 2005 | Boca Juniors – Independiente 2:1 Rolando Schiavi 37, Andrés Guglielminpietro 56 – Javier Muñoz Mustafá 84   |
| 20 marca 2005 | Olimpo Bahía Blanca – Vélez Sarsfield 1:1 Alejandro Delorte 40 – Rolando Zárate 37                          |
| 20 marca 2005 | Lanús – Huracán Tres Arroyos 3:1 Mauro Óbolo 11, Claudio Graf 64, 71 – Jeremías Caggiano 56                 |
| 20 marca 2005 | Almagro – CA Colón 0:5 Alejandro Capurro 17, Juan Mayorga 30, 51, Juan Manuel Vargas 69, Esteban Fuertes 73 |
| 20 marca 2005 | Quilmes – Banfield 1:0 Agustín Alayes 53                                                                    |

### Clausura 7
| Data            | Mecz |
| --------------- | --- |
| 1 kwietnia 2005 | Huracán Tres Arroyos – San Lorenzo de Almagro 2:2 Jeremías Caggiano 44k, Johnatan Vannieuwenhoven 70 – Leonardo Moreno 10, Wálter García 13k                                      |
| 2 kwietnia 2005 | Argentinos Juniors – Quilmes 0:1 Raúl Saavedra 45 |
| 2 kwietnia 2005 | Independiente – Gimnasia y Esgrima La Plata 2:0 Nicolás Frutos 52, Sergio Agüero 59                                                                                               |
| 3 kwietnia 2005 | Estudiantes La Plata – Racing Club 2:2 Ezequiel Maggiolo 7, Mariano Pavone 45+ – Marcelo Guerrero 26, Sebastián Romero 35                                                         |
| 3 kwietnia 2005 | Banfield – Almagro 4:1 Darío Cvitanich 38, Diego Ceballos 44, Andrés San Martin 75, Federico Barrionuevo 81 – Fabio Nieto 57                                                      |
| 3 kwietnia 2005 | CA Colón – Lanús 4:0 Walter Ribonetto 48s, Iván Moreno y Fabianesi 55, Esteban Fuertes 76, Darío Gandín 90+                                                                       |
| 3 kwietnia 2005 | Instituto Córdoba – Newell’s Old Boys 4:3 Santiago Raymonda 31, Josemir Lujambio 32, Daniel Ángel Jiménez 41, Juan Cobo 75 – Luciano Vella 21, Nicolás Spolli 37, Rubén Capria 64 |
| 3 kwietnia 2005 | Rosario Central – Olimpo Bahía Blanca 1:0 Damián Ledesma 90 |
| 3 kwietnia 2005 | Vélez Sarsfield – Boca Juniors 2:0 Fabián Cubero 59, Lucas Castromán 90+ |
| 3 kwietnia 2005 | River Plate – Arsenal Sarandí 2:0 Federico Domínguez 34, Marcelo Gallardo 38 |

### Clausura 8
| Data             | Mecz |
| ---------------- | --- |
| 8 kwietnia 2005  | Arsenal Sarandí – Estudiantes La Plata 0:0 |
| 9 kwietnia 2005  | Lanús – Banfield 2:4 Damian Paletta 20s, Román Díaz 47 – Marcos Galarza 23, Andrés San Martín 38, Diego Ceballos 67, 76                           |
| 9 kwietnia 2005  | Quilmes – Instituto Córdoba 1:2 Pablo Bastianini 66 – Nicolás Castro 27, 59                                                                       |
| 9 kwietnia 2005  | Gimnasia y Esgrima La Plata – Vélez Sarsfield 2:4 Lucas Licht 15, Sergio Valenti 27 – Rolando Zárate 24, 89, Fabián Cubero 63, Leandro Gracián 71 |
| 10 kwietnia 2005 | Almagro – Argentinos Juniors 2:0 César Alberto González 27, Fabio Nieto 74                                                                        |
| 10 kwietnia 2005 | Newell’s Old Boys – River Plate 4:2 Fernando Belluschi 5, 52, 90+, Arnaldo Ortega 66 – Ernesto Farias 9, 12                                       |
| 10 kwietnia 2005 | Racing Club – Independiente 3:1 Juan Carlos Falcon 11, Marcelo Guerrero 75, Lisandro López 84 – Nicolás Frutos 28                                 |
| 10 kwietnia 2005 | Boca Juniors – Rosario Central 4:1 Martín Palermo 17, 42, Rodrigo Palacio 49, 59 – Emanuel Villa 22                                               |
| 10 kwietnia 2005 | Olimpo Bahía Blanca – Huracán Tres Arroyos 3:1 Maximiliano Estévez 21, Javier Páez 44, Alejandro Delorte 63 – Jeremías Caggiano 33                |
| 10 kwietnia 2005 | San Lorenzo de Almagro – CA Colón 0:0 |

### Clausura 9
| Data             | Mecz |
| ---------------- | --- |
| 15 kwietnia 2005 | Rosario Central – Gimnasia y Esgrima La Plata 2:1 Mauro Monges 14, Santiago Gentiletti 61s – Gonzalo Vargas 90+                                      |
| 16 kwietnia 2005 | Argentinos Juniors – Lanús 0:2 Cristian Fabbiani 56, 64                                                                                              |
| 16 kwietnia 2005 | Racing Club – Arsenal Sarandí 1:0 Lisandro López 84                                                                                                  |
| 17 kwietnia 2005 | Banfield – San Lorenzo de Almagro 1:0 Jorge Cervara 41                                                                                               |
| 17 kwietnia 2005 | CA Colón – Olimpo Bahía Blanca 1:0 Javier Villarreal 35                                                                                              |
| 17 kwietnia 2005 | Estudiantes La Plata – Newell’s Old Boys 3:2 Mariano Pavone 49, 72, Juan Cáceres 59 – Ignacio Scocco 12, Julián Maidana 19                           |
| 17 kwietnia 2005 | Instituto Córdoba – Almagro 3:2 Deivis Barone 74, Josemir Lujambio 90, 90+ – Fabio Nieto 56, 64                                                      |
| 17 kwietnia 2005 | Vélez Sarsfield – Independiente 3:1 Leandro Gracián 20, Rolando Zárate 42, Marcelo Bravo 45+ – Federico Insúa 68                                     |
| 17 kwietnia 2005 | River Plate – Quilmes 4:0 Luis González 15, Marcelo Gallardo 29, 33, Ernesto Farías 61                                                               |
| 17 kwietnia 2005 | Huracán Tres Arroyos – Boca Juniors 2:4 Jeremías Caggiano 18, 88 – Rodrigo Palacio 11, Diego Cagna 25, Andrés Guglielminpietro 35, Martín Palermo 52 |

### Clausura 10
| Data             | Mecz |
| ---------------- | --- |
| 22 kwietnia 2005 | San Lorenzo de Almagro – Argentinos Juniors 0:2 Leonardo Pisculichi 36, Claudio Marini 86                                                                              |
| 23 kwietnia 2005 | Quilmes – Estudiantes La Plata 1:4 Aldo Osorio 67 – José Chatruc 22, Mariano Pavone 49, 55, Juan Krupoviesa 75k                                                        |
| 23 kwietnia 2005 | Vélez Sarsfield – Racing Club 2:1 Lucas Castromán 28k, Leandro Gracián 88 – Javier Pinola 52k                                                                          |
| 24 kwietnia 2005 | Newell’s Old Boys – Arsenal Sarandí 0:0 |
| 24 kwietnia 2005 | Gimnasia y Esgrima La Plata – Huracán Tres Arroyos 2:0 Marcelo Goux 25, Claudio Enría 59                                                                               |
| 24 kwietnia 2005 | Lanús – Instituto Córdoba 4:3 Leandro Gioda 46, Román Díaz 50, Rodrigo Ezequiel Díaz 60k, Walter Ribonetto 80 – Luis Arrieta 53, Deivis Barone 74, Josemir Lujambio 85 |
| 24 kwietnia 2005 | Olimpo Bahía Blanca – Banfield 2:0 Diego Galván 69, Alejandro Delorte 87                                                                                               |
| 24 kwietnia 2005 | Independiente – Rosario Central 2:0 Juan Eluchans 43, Nicolás Frutos 82                                                                                                |
| 24 kwietnia 2005 | Boca Juniors – CA Colón 1:1 Andrés Guglielminpietro 27 – Juan Manuel Vargas 75                                                                                         |
| 24 kwietnia 2005 | Almagro – River Plate 2:5 Fabio Nieto 19, Cristian Ríos 72 – Marcelo Gallardo 1, 38, Federico Domínguez 45, Ernesto Farias 51, Omar Gallardo 77s                       |

### Clausura 11
| Data             | Mecz |
| ---------------- | --- |
| 29 kwietnia 2005 | Argentinos Juniors – Olimpo Bahía Blanca 0:0                                                                                         |
| 29 kwietnia 2005 | Huracán Tres Arroyos – Independiente 0:1 Nicolás Frutos 41                                                                           |
| 29 kwietnia 2005 | Racing Club – Newell’s Old Boys 3:3 Gustavo Cabral 40, Sebastián Romero 64, 74 – Rubén Capria 63, Ariel Zapata 71, Arnaldo Ortega 84 |
| 30 kwietnia 2005 | Arsenal Sarandí – Quilmes 2:1 José Luis Calderón 35, Germán Denis 37 – Leandro Desábato 42                                           |
| 30 kwietnia 2005 | Instituto Córdoba – San Lorenzo de Almagro 1:1 Nicolás Castro 62 – Germán Herrera 75                                                 |
| 30 kwietnia 2005 | CA Colón – Gimnasia y Esgrima La Plata 1:2 Raúl Estévez 63 – Lucas Lobos 48, Sergio Valenti 86                                       |
| 30 kwietnia 2005 | Estudiantes La Plata – Almagro 3:2 Mariano Pavone 49, 53, Rodrigo Braña 84 – Fabio Nieto 8, Omar Gallardo 75                         |
| 30 kwietnia 2005 | Rosario Central – Vélez Sarsfield 1:1 Germán Alemanno 49 – Lucas Castromán 90                                                        |
| 30 kwietnia 2005 | River Plate – Lanús 1:1 Marcelo Salas 73 – Román Díaz 51                                                                             |
| 30 kwietnia 2005 | Banfield – Boca Juniors 3:2 Juan Azconzábal 6, Antonio Barijho 49, Esteban Buján 52 – Rolando Schiavi 2, Andrés Guglielminpietro 55  |

### Clausura 12
| Data        | Mecz |
| ----------- | --- |
| 6 maja 2005 | Independiente – CA Colón 2:3 Nicolás Frutos 19, Juan Eluchans 25 – Esteban Fuertes 15, 46, Juan Manuel Vargas 18   |
| 7 maja 2005 | Quilmes – Newell’s Old Boys 2:0 Agustín Alayes 6, Leandro Benítez 45                                               |
| 7 maja 2005 | Vélez Sarsfield – Huracán Tres Arroyos 2:0 Maximiliano Pellegrino 11, Marcelo Bravo 84                             |
| 8 maja 2005 | Boca Juniors – Argentinos Juniors 1:2 Martín Palermo 50k – Silvio Carrario 56, Gustavo Oberman 59                  |
| 8 maja 2005 | Olimpo Bahía Blanca – Instituto Córdoba 1:1 Alejandro Delorte 24 – Julio Moreyra 79                                |
| 8 maja 2005 | San Lorenzo de Almagro – River Plate 3:1 Germán Herrera 22, Pablo Zabaleta 81, Eduardo Coudet 89 – Víctor Zapata 8 |
| 8 maja 2005 | Lanús – Estudiantes La Plata 0:0                                                                                   |
| 8 maja 2005 | Rosario Central – Racing Club 0:2 Lisandro López 6, Diego Simeone 68                                               |
| 8 maja 2005 | Almagro – Arsenal Sarandí 1:2 César Alberto González 32k – José Luis Calderón 8, 10                                |
| 8 maja 2005 | Gimnasia y Esgrima La Plata – Banfield 0:2 Damián Paletta 30, 60                                                   |

### Clausura 13
| Data         | Mecz |
| ------------ | --- |
| 13 maja 2005 | Estudiantes La Plata – San Lorenzo de Almagro 0:1 Jonathan Santana 52                                                               |
| 14 maja 2005 | Arsenal Sarandí – Lanús 2:2 José Luis Calderón 18, Mauricio Martín Romero 39s – Mauricio Martín Romero 52, Rodrigo Ezequiel Díaz 77 |
| 14 maja 2005 | Instituto Córdoba – Boca Juniors 3:1 Josemir Lujambio 27, 40, Adrián Peralta 29 – Neri Cardozo 36                                   |
| 14 maja 2005 | River Plate – Olimpo Bahía Blanca 0:2 Diego Galván 45+k, 63                                                                         |
| 14 maja 2005 | Banfield – Independiente 1:1 Nicolás Frutos 78s – Lucas Pusineri 65                                                                 |
| 15 maja 2005 | Argentinos Juniors – Gimnasia y Esgrima La Plata 1:2 Gustavo Oberman 38 – Lucas Licht 24, Jorge San Esteban 31                      |
| 15 maja 2005 | CA Colón – Vélez Sarsfield 1:1 Darío Gandín 19 – Marcelo Bravo 8                                                                    |
| 15 maja 2005 | Huracán Tres Arroyos – Rosario Central 2:2 Johnatan Vannieuwenhoven 47, Jeremías Caggiano 72 – Andrés Díaz 45+, Emanuel Villa 46    |
| 15 maja 2005 | Racing Club – Quilmes 2:1 Diego Barrado 25, Lisandro López 63 – Miguel Caneo 71                                                     |
| 15 maja 2005 | Newell’s Old Boys – Almagro 2:1 Iván Borghello 28, Lucio Ceresetto 84 – Lucas Sparapani 17                                          |

### Clausura 14
| Data         | Mecz |
| ------------ | --- |
| 20 maja 2005 | San Lorenzo de Almagro – Arsenal Sarandí 1:2 Germán Herrera 44 – Gastón Esmerado 27, 90+                |
| 20 maja 2005 | Lanús – Newell’s Old Boys 0:0                                                                           |
| 21 maja 2005 | Huracán Tres Arroyos – Racing Club 0:0                                                                  |
| 21 maja 2005 | Vélez Sarsfield – Banfield 2:0 Lucas Castromán 68, Mauro Zárate 90+                                     |
| 22 maja 2005 | Independiente – Argentinos Juniors 3:2 Sergio Agüero 48, 63, Federico Insúa 85 – Silvio Carrario 31, 59 |
| 22 maja 2005 | Gimnasia y Esgrima La Plata – Instituto Córdoba 0:0                                                     |
| 22 maja 2005 | Boca Juniors – River Plate 2:1 Guillermo Barros Schelotto 13, Marcelo Delgado 81 – Luis González 46     |
| 22 maja 2005 | Olimpo Bahía Blanca – Estudiantes La Plata 0:2 Juan Krupoviesa 46, Fernando Ortiz 51                    |
| 22 maja 2005 | Almagro – Quilmes 2:0 Diego Manuel Figueroa 49, César Alberto González 78k                              |
| 22 maja 2005 | Rosario Central – CA Colón 0:0                                                                          |

### Clausura 15
| Data         | Mecz |
| ------------ | --- |
| 27 maja 2005 | Instituto Córdoba – Independiente 0:0                                                                         |
| 28 maja 2005 | Newell’s Old Boys – San Lorenzo de Almagro 1:1 Luciano Vella 62 – Pablo Barrientos 18                         |
| 28 maja 2005 | Arsenal Sarandí – Olimpo Bahía Blanca 3:0 Ezequiel Llama 10, 15, José Luis Calderón 25                        |
| 28 maja 2005 | Banfield – Rosario Central 3:0 Víctor Alves 4, Juan Azconzábal 17, Emiliano Armenteros 27                     |
| 29 maja 2005 | Estudiantes La Plata – Boca Juniors 0:0                                                                       |
| 29 maja 2005 | River Plate – Gimnasia y Esgrima La Plata 1:2 Federico Almerares 10 – Jorge San Esteban 30, Gonzalo Vargas 72 |
| 29 maja 2005 | Argentinos Juniors – Vélez Sarsfield 0:3 Lucas Castromán 1k, Hernán Pellerano 65, Leandro Gracián 84          |
| 29 maja 2005 | CA Colón – Huracán Tres Arroyos 3:0 Esteban Fuertes 27, 32, 57                                                |
| 29 maja 2005 | Racing Club – Almagro 1:1 Lisandro López 26 – Maximiliano Castaño 62                                          |
| 29 maja 2005 | Quilmes – Lanús 0:0                                                                                           |

### Clausura 16
| Data            | Mecz |
| --------------- | --- |
| 10 czerwca 2005 | Rosario Central – Argentinos Juniors 1:1 Germán Rivarola 41 – Matías Córdoba 16                                                            |
| 11 czerwca 2005 | Boca Juniors – Arsenal Sarandí 1:3 Edgar Espíndola 31 – José Luis Calderón 25, 63, Jorge Núñez 86                                          |
| 11 czerwca 2005 | Olimpo Bahía Blanca – Newell’s Old Boys 1:0 Diego Alberto Galván 11                                                                        |
| 11 czerwca 2005 | San Lorenzo de Almagro – Quilmes 2:0 Adrián Hernán González 16, Pablo Barrientos 90                                                        |
| 11 czerwca 2005 | Lanús – Almagro 6:0 Leandro Gioda 10, 35, Cristian Fabbiani 31, 52, Claudio Graf 44, Luciano de Bruno 71                                   |
| 12 czerwca 2005 | Huracán Tres Arroyos – Banfield 0:2 Diego Ceballos 40k, Darío Cvitanich 80                                                                 |
| 12 czerwca 2005 | Vélez Sarsfield – Instituto Córdoba 2:3 Lucas Castromán 2k, Leandro Gracián 60 – Luis Arrieta 6, Josemir Lujambio 30, Fernando Clementz 38 |
| 12 czerwca 2005 | Independiente – River Plate 1:1 Cristian Rodrigo Zurita 38 – Lucas Armando Mareque 4                                                       |
| 12 czerwca 2005 | Gimnasia y Esgrima La Plata – Estudiantes La Plata 4:1 Claudio Enría 9, 50, Marcelo Goux 37, Gonzalo Vargas 90+ – Rafael Maceratesi 68     |
| 12 czerwca 2005 | CA Colón – Racing Club 2:2 Daniel Díaz 30, Esteban Fuertes 73 – Diego Simeone 34, Diego Barrado 81                                         |

### Clausura 17
| Data            | Mecz |
| --------------- | --- |
| 17 czerwca 2005 | Almagro – San Lorenzo de Almagro 3:1 Diego Manuel Figueroa 3, David Pérez 6, Maximiliano Castaño 10 – Eduardo Coudet 68                                      |
| 18 czerwca 2005 | Arsenal Sarandí – Gimnasia y Esgrima La Plata 1:2 Jorge Núñez 25 – Claudio Enría 19, Gustavo Savoia 88                                                       |
| 18 czerwca 2005 | Estudiantes La Plata – Independiente 2:2 Juan Krupoviesa 68, Mariano Pavone 82 – Nicolás Frutos 66, Martín Fabro 90+                                         |
| 19 czerwca 2005 | Quilmes – Olimpo Bahía Blanca 1:1 Iván José Velazquez 37 – Javier Marcelo Páez 45+                                                                           |
| 19 czerwca 2005 | Newell’s Old Boys – Boca Juniors 1:0 Iván Borghello 47 |
| 19 czerwca 2005 | River Plate – Vélez Sarsfield 0:1 Lucas Castromán 13k |
| 19 czerwca 2005 | Instituto Córdoba – Rosario Central 1:2 Santiago Raymonda 46 – Emanuel Villa 72, Paulo Ferrari 81k                                                           |
| 19 czerwca 2005 | Argentinos Juniors – Huracán Tres Arroyos 5:1 Gastón Machín 22, 57, Silvio Carrario 31, Leonardo Pisculichi 46, Gustavo Morínigo 90+ – Jeremías Caggiano 43k |
| 19 czerwca 2005 | Banfield – CA Colón 0:0 |
| 19 czerwca 2005 | Racing Club – Lanús 2:0 Marcelo Guerrero 47, Martin Cardetti 87                                                                                              |

### Clausura 18
| Data            | Mecz |
| --------------- | --- |
| 25 czerwca 2005 | Gimnasia y Esgrima La Plata – Newell’s Old Boys 1:0 Lucas Licht 89                                                                                            |
| 25 czerwca 2005 | San Lorenzo de Almagro – Lanús 3:1 Ezequiel Lavezzi 17, 38, Germán Herrera 64 – Sebastián Leto 75                                                             |
| 26 czerwca 2005 | Huracán Tres Arroyos – Instituto Córdoba 1:4 Johnatan Vannieuwenhoven 69 – Ricardo Pagés 16, Santiago Raymonda 27, Daniel Ángel Jiménez 35, Gastón Caprari 90 |
| 26 czerwca 2005 | Rosario Central – River Plate 3:0 Emanuel Villa 7, 20, 59 |
| 26 czerwca 2005 | Vélez Sarsfield – Estudiantes La Plata 3:0 Fabián Cubero 18, Rolando Zárate 22, Lucas Castromán 26                                                            |
| 26 czerwca 2005 | Boca Juniors – Quilmes 0:0 |
| 26 czerwca 2005 | Olimpo Bahía Blanca – Almagro 1:0 Gonzalo Choy González 12 |
| 26 czerwca 2005 | CA Colón – Argentinos Juniors 3:3 Esteban Fuertes 20, 83, Giovanni Hernández 44 – Leonardo Pisculichi 51, Silvio Carrario 65, Esteban Fuertes 82s             |
| 26 czerwca 2005 | Banfield – Racing Club 1:0 Javier Sanguinetti 24 |
| 28 czerwca 2005 | Independiente – Arsenal Sarandí 4:2 Nicolás Frutos 51, Federico Insúa 71, 89, Andrés Pusineri 78 – Germán Denis 64, 76                                        |

### Clausura 19
| Data         | Mecz |
| ------------ | --- |
| 2 lipca 2005 | Racing Club – San Lorenzo de Almagro 0:1 Germán Gustavo Herrera 2 |
| 2 lipca 2005 | Quilmes – Gimnasia y Esgrima La Plata 1:1 Diego Alberto Torres 16 – Matías Escobar 41 |
| 2 lipca 2005 | Newell’s Old Boys – Independiente 1:1 Lucio Cereseto 37 – Nicolás Frutos 24 |
| 3 lipca 2005 | Lanús – Olimpo Bahía Blanca 5:0 Santiago Biglieri 6, Diego Lagos 17, Marcos Aguirre 20, Matías Fritzler 35, Claudio Graf 70 |
| 3 lipca 2005 | Almagro – Boca Juniors – mecz przerwany z powodu wtargnięcia na boisko, a oba zespoły zostały ukarane – Boca Juniors porażką 2:3, a Almagro – porażką 0:2 Lucas Sparapani 2, Fabio Nieto 58, 60 – Oscar Trejo 12, Matías Cahais 28 |
| 3 lipca 2005 | Arsenal Sarandí – Vélez Sarsfield 1:1 Rodrigo Mannara 72 – Rolando Zárate 84 |
| 3 lipca 2005 | Estudiantes La Plata – Rosario Central 1:1 Mariano Pavone 36 – Paulo Ferrari 34k |
| 3 lipca 2005 | River Plate – Huracán Tres Arroyos 1:0 Carlos Diogo 48 |
| 3 lipca 2005 | Instituto Córdoba – CA Colón 2:0 Pedro Montalvo 61, Gastón Caprari 63 |
| 3 lipca 2005 | Argentinos Juniors – Banfield 1:2 Matías Córdoba 58 – Martín Andrizzi 48, Darío Cvitanich 89 |

### Tabela końcowa Clausura 2004/05
W sumarycznym bilansie tabeli łączna liczba zwycięstw jest mniejsza o 2 od łącznej liczby porażek z powodu zajść i późniejszych kar nałożonych na drużyny Boca Juniors i Almagro w ostatniej 19 kolejce. Z tych samych powodów łączna liczba bramek straconych jest większa o 3 od łącznej liczby bramek zdobytych.
| Poz | Klub                         | Mecze | Zw | Rem | Por | Pkt | BrZd | BrStr |
| --- | ---------------------------- | ----- | -- | --- | --- | --- | ---- | ----- |
| 1   | CA Vélez Sarsfield           | 19    | 11 | 6   | 2   | 39  | 32   | 14    |
| 2   | CA Banfield                  | 19    | 10 | 3   | 6   | 33  | 25   | 16    |
| 3   | Racing Club de Avellaneda    | 19    | 9  | 5   | 5   | 32  | 25   | 17    |
| 4   | Estudiantes La Plata         | 19    | 8  | 7   | 4   | 31  | 28   | 23    |
| 5   | Rosario Central              | 19    | 8  | 7   | 4   | 31  | 27   | 24    |
| 6   | Arsenal Sarandí Buenos Aires | 19    | 8  | 6   | 5   | 30  | 27   | 22    |
| 7   | Gimnasia y Esgrima La Plata  | 19    | 9  | 2   | 8   | 29  | 25   | 25    |
| 8   | Club Atlético Lanús          | 19    | 7  | 7   | 5   | 28  | 36   | 27    |
| 9   | Instituto Córdoba            | 19    | 8  | 4   | 7   | 28  | 32   | 30    |
| 10  | River Plate                  | 19    | 8  | 3   | 8   | 27  | 31   | 29    |
| 11  | CA Colón                     | 19    | 6  | 8   | 5   | 26  | 30   | 23    |
| 12  | Independiente                | 19    | 6  | 8   | 5   | 26  | 29   | 26    |
| 13  | Olimpo Bahía Blanca          | 19    | 7  | 5   | 7   | 26  | 18   | 22    |
| 14  | Newell’s Old Boys            | 19    | 5  | 9   | 5   | 24  | 22   | 21    |
| 15  | Boca Juniors                 | 19    | 6  | 4   | 9   | 22  | 26   | 30    |
| 16  | San Lorenzo de Almagro       | 19    | 6  | 4   | 9   | 22  | 23   | 29    |
| 17  | Argentinos Juniors           | 19    | 5  | 6   | 8   | 21  | 28   | 30    |
| 18  | CA Argentino de Quilmes      | 19    | 5  | 5   | 9   | 20  | 16   | 23    |
| 19  | Almagro Buenos Aires         | 19    | 3  | 4   | 12  | 13  | 22   | 44    |
| 20  | Huracán Tres Arroyos         | 19    | 0  | 5   | 14  | 5   | 12   | 42    |

### Klasyfikacja strzelców bramek
| Gole | Piłkarz            | Klub                         |
| ---- | ------------------ | ---------------------------- |
| 16   | Mariano Pavone     | Estudiantes La Plata         |
| 11   | Esteban Fuertes    | CA Colón                     |
| 10   | Nicolás Frutos     | Independiente                |
| 9    | José Luis Calderón | Arsenal Sarandí Buenos Aires |
| 9    | Josemir Lujambio   | Instituto Córdoba            |

### Tablica spadkowa na koniec turnieju Clausura 2004/05
| Poz | Klub                         | 2002/03 pkt/m | 2003/04 pkt/m | 2004/05 pkt/m | Razem pkt/mecze | Średnia |
| --- | ---------------------------- | ------------- | ------------- | ------------- | --------------- | ------- |
| 1   | River Plate                  | 79/38         | 66/38         | 60/38         | 205/114         | 1.7982  |
| 2   | Boca Juniors                 | 79/38         | 75/38         | 48/38         | 202/114         | 1.7719  |
| 3   | CA Vélez Sarsfield           | 66/38         | 53/38         | 73/38         | 192/114         | 1.6842  |
| 4   | CA Banfield                  | 48/38         | 64/38         | 59/38         | 171/114         | 1.5000  |
| 5   | San Lorenzo de Almagro       | 56/38         | 62/38         | 52/38         | 170/114         | 1.4912  |
| 6   | Rosario Central              | 62/38         | 44/38         | 61/38         | 167/114         | 1.4649  |
| 7   | Racing Club de Avellaneda    | 53/38         | 50/38         | 58/38         | 161/114         | 1.4123  |
| 8   | Newell’s Old Boys            | 49/38         | 51/38         | 60/38         | 160/114         | 1.4035  |
| 9   | CA Colón                     | 57/38         | 49/38         | 53/38         | 159/114         | 1.3947  |
| 10  | Arsenal Sarandí Buenos Aires | 49/38         | 55/38         | 54/38         | 158/114         | 1.3860  |
| 11  | CA Argentino de Quilmes      | 0/0           | 60/38         | 44/38         | 104/76          | 1.3684  |
| 12  | Independiente                | 61/38         | 44/38         | 49/38         | 154/114         | 1.3509  |
| 13  | Estudiantes La Plata         | 43/38         | 44/38         | 61/38         | 148/114         | 1.2982  |
| 14  | Club Atlético Lanús          | 51/38         | 42/38         | 54/38         | 147/114         | 1.2895  |
| 15  | Gimnasia y Esgrima La Plata  | 46/38         | 38/38         | 54/38         | 138/114         | 1.2105  |
| 16  | Olimpo Bahía Blanca          | 51/38         | 39/38         | 43/38         | 133/114         | 1.1667  |
| 17  | Argentinos Juniors           | 0/0           | 0/0           | 43/38         | 43/38           | 1.1316  |
| 18  | Instituto Córdoba            | 0/0           | 0/0           | 42/38         | 42/38           | 1.1053  |
| 19  | Almagro Buenos Aires         | 0/0           | 0/0           | 35/38         | 35/38           | 0.9211  |
| 20  | Huracán Tres Arroyos         | 0/0           | 0/0           | 17/38         | 17/38           | 0.4474  |

## Sumaryczna tabela sezonu 2004/05
Tabela ma znaczenie nie tylko statystyczne. Na jej podstawie wyznaczane są kluby, które reprezentować będą Argentynę w dwóch największych klubowych turniejach południowoamerykańskich Copa Libertadores i Copa Sudamericana.
| Poz | Klub                         | Mecze | Zw | Rem | Por | Pkt | BrZd | BrStr |
| --- | ---------------------------- | ----- | -- | --- | --- | --- | ---- | ----- |
| 1   | CA Vélez Sarsfield           | 38    | 21 | 10  | 7   | 73  | 53   | 30    |
| 2   | Estudiantes La Plata         | 38    | 15 | 16  | 7   | 61  | 50   | 37    |
| 3   | Rosario Central              | 38    | 16 | 13  | 9   | 61  | 46   | 39    |
| 4   | Newell’s Old Boys            | 38    | 15 | 15  | 8   | 60  | 44   | 32    |
| 5   | River Plate                  | 38    | 17 | 9   | 12  | 60  | 59   | 48    |
| 6   | CA Banfield                  | 38    | 16 | 11  | 11  | 59  | 49   | 38    |
| 7   | Racing Club de Avellaneda    | 38    | 17 | 7   | 14  | 58  | 48   | 39    |
| 8   | Club Atlético Lanús          | 38    | 13 | 15  | 10  | 54  | 61   | 53    |
| 9   | Arsenal Sarandí Buenos Aires | 38    | 13 | 15  | 10  | 54  | 44   | 38    |
| 10  | Gimnasia y Esgrima La Plata  | 38    | 15 | 9   | 14  | 54  | 41   | 48    |
| 11  | CA Colón                     | 38    | 13 | 14  | 11  | 53  | 54   | 45    |
| 12  | San Lorenzo de Almagro       | 38    | 14 | 10  | 14  | 52  | 52   | 51    |
| 13  | Independiente                | 38    | 12 | 13  | 13  | 49  | 52   | 52    |
| 14  | Boca Juniors                 | 38    | 13 | 9   | 16  | 48  | 48   | 46    |
| 15  | CA Argentino de Quilmes      | 38    | 11 | 11  | 16  | 44  | 30   | 41    |
| 16  | Argentinos Juniors           | 38    | 11 | 10  | 17  | 43  | 45   | 48    |
| 17  | Olimpo Bahía Blanca          | 38    | 11 | 10  | 17  | 43  | 39   | 51    |
| 18  | Instituto Córdoba            | 38    | 10 | 12  | 16  | 42  | 48   | 60    |
| 19  | Almagro Buenos Aires         | 38    | 7  | 14  | 17  | 35  | 37   | 62    |
| 20  | Huracán Tres Arroyos         | 38    | 2  | 11  | 25  | 17  | 31   | 76    |

- Boca Juniors miał wystąpić w Copa Sudamericana 2005 jako obrońca tytułu.

## Baraże o utrzymanie się w lidze

### Pierwsze mecze
| Data         | Mecz |
| ------------ | --- |
| 6 lipca 2005 | Atlético Rafaela – Argentinos Juniors 2:1 Sergio Marclay 57, Federico García 76 – Leonardo Pisculichi 80k |
| 6 lipca 2005 | CA Huracán – Instituto Córdoba 1:2 Nahuel Fioretto 3 – Josemir Lujambio 22, Santiago Raymonda 68          |

### Rewanże
| Data          | Mecz                                                                               |
| ------------- | ---------------------------------------------------------------------------------- |
| 10 lipca 2005 | Argentinos Juniors – Atlético Rafaela 3:0 Matías Córdoba 65, 85, Claudio Marini 89 |
| 10 lipca 2005 | Instituto Córdoba – CA Huracán 1:0 Santiago Raymonda 30                            |

Zarówno Argentinos Juniors, jak i Instituto obroniły się przed spadkiem